# Великий Любінь
Вели́кий Лю́бінь (Любинегород, Любинець, Любин) — селище в Україні, у Львівському районі Львівської області, за 22 км на південний захід від Львова. Адміністративний центр Великолюбінської селищної громади.
Селище має багату історію і архітектурну спадщину. У Великому Любені розташований один із найстаріших в Європі бальнеологічний і кардіологічний курорт, санаторій. Основний лікувальний фактор — сірководнева вода. В околицях протікає річка Верещиця та є озеро Любінський став.

## Історія

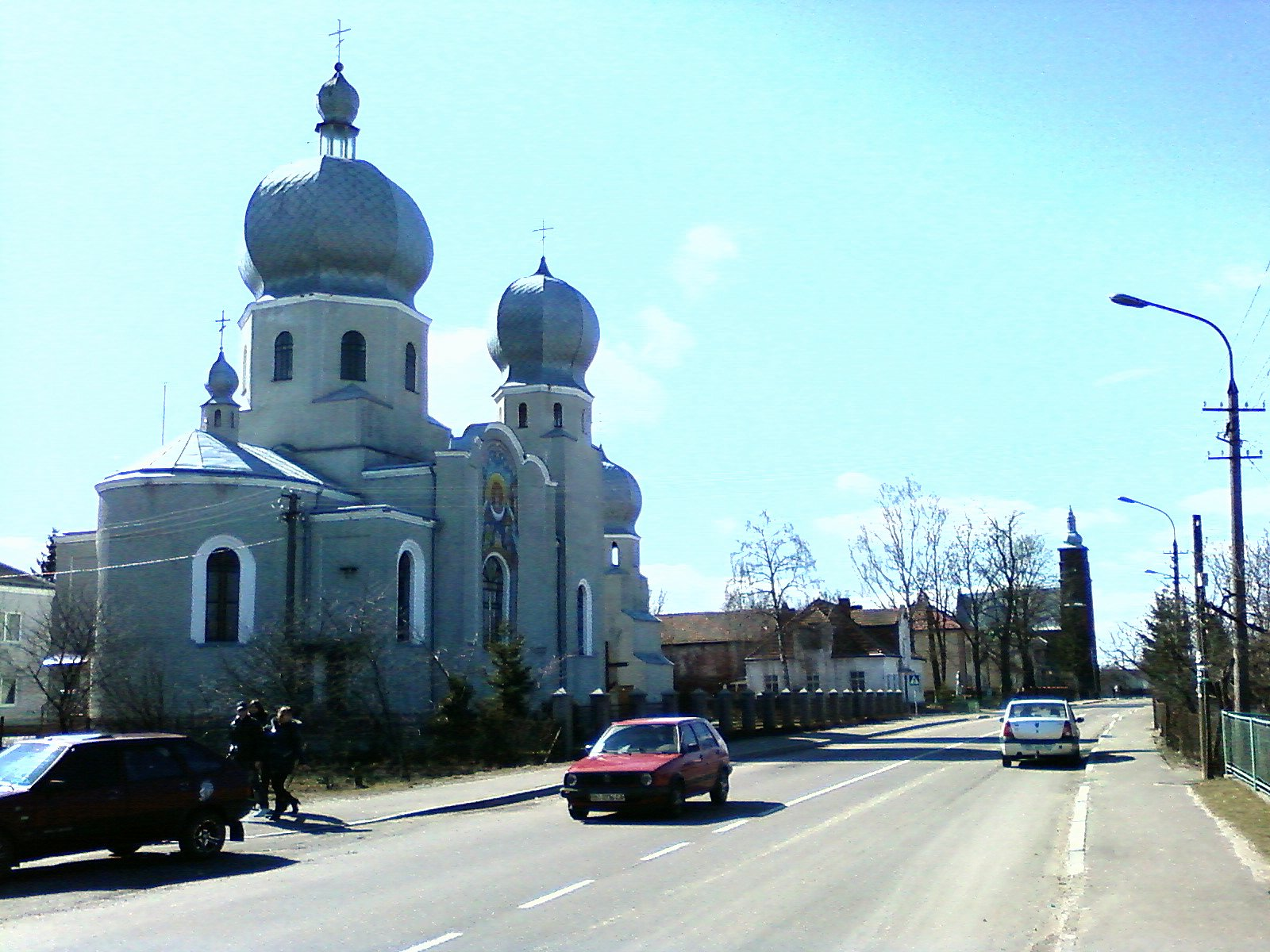
Великий Любінь

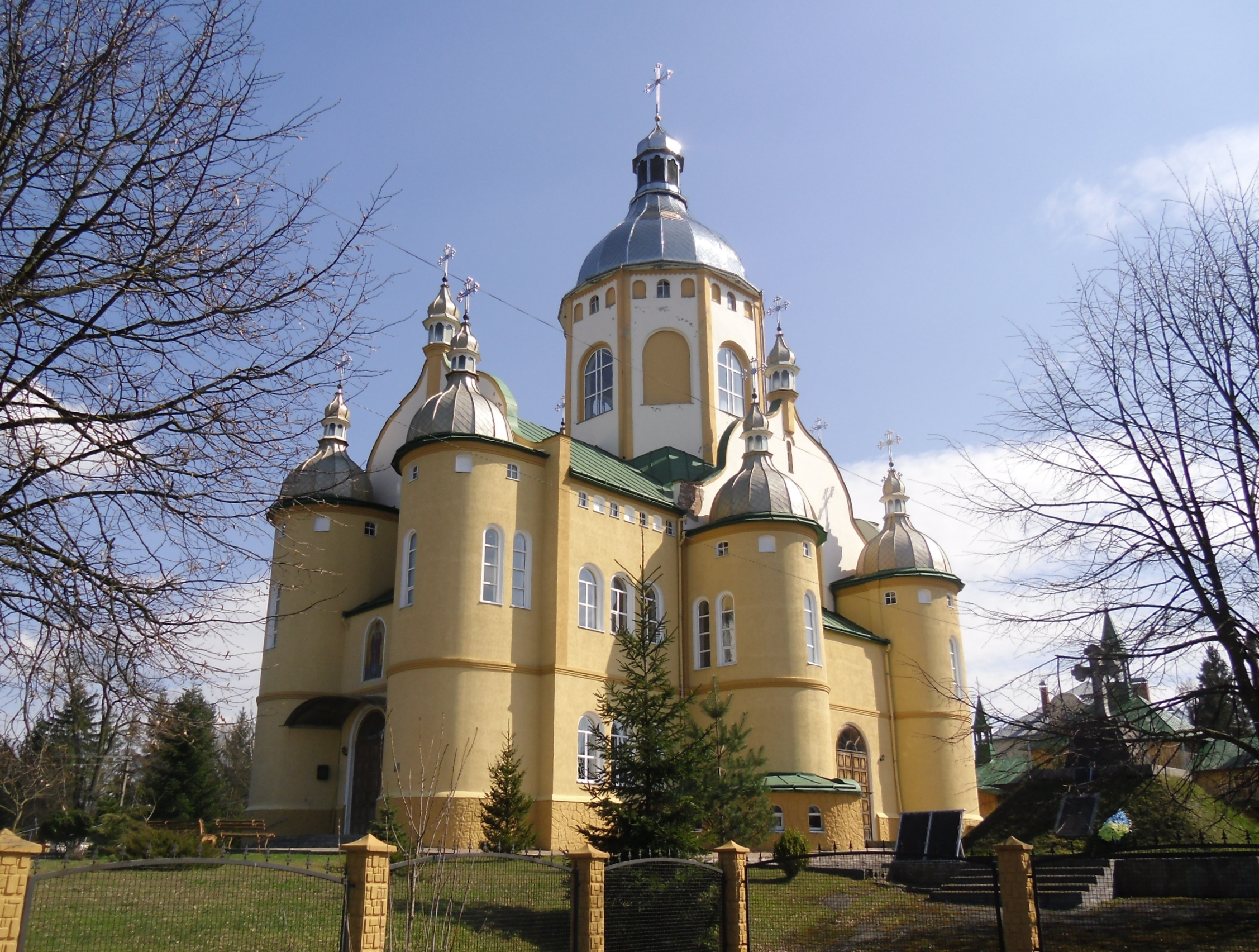
Свято-Миколаївська церква у Великому Любені

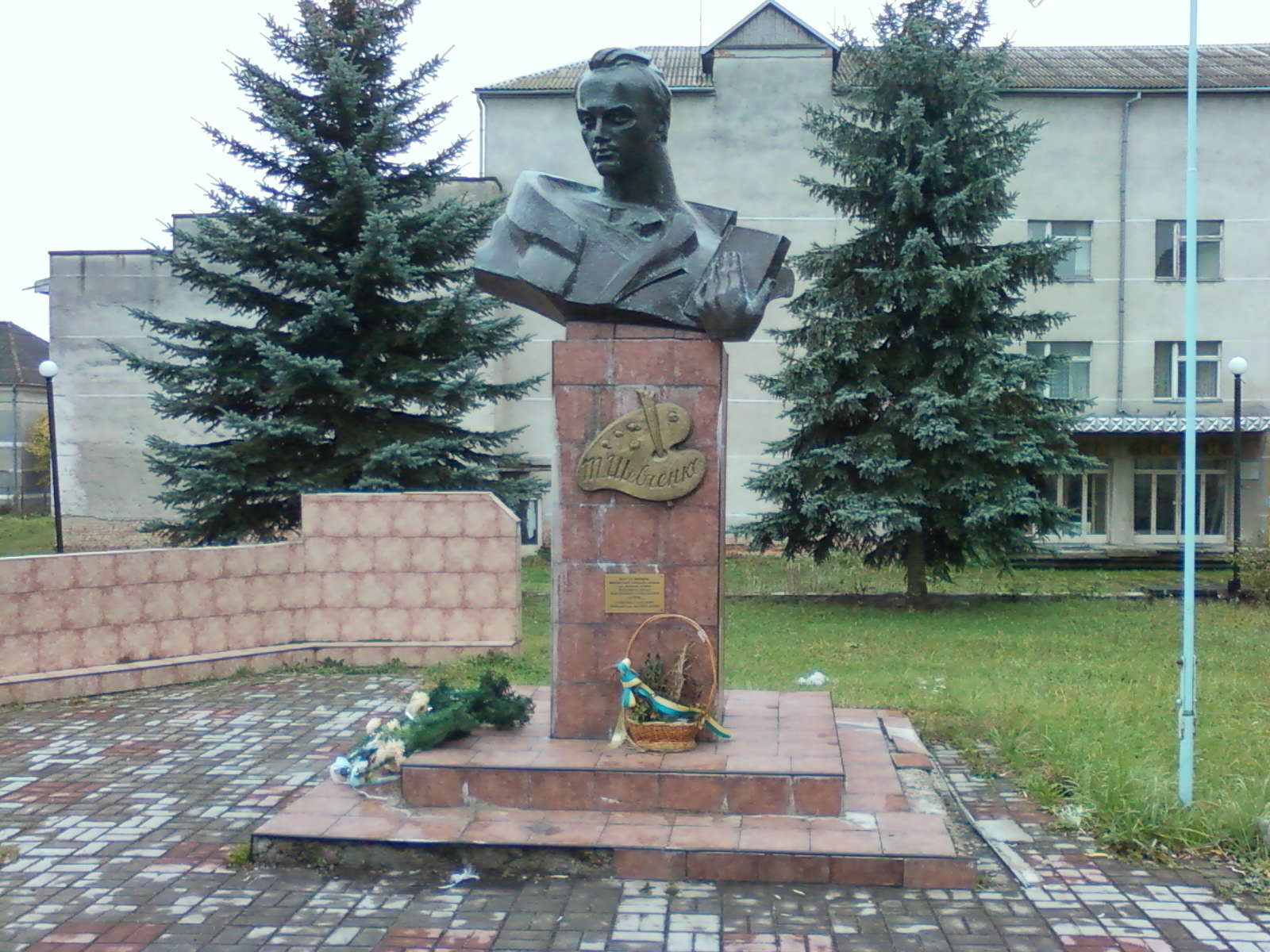
Пам'ятник Тарасу Шевченку в смт. Великий Любінь. Скульптори: Леонід Василюк, Анатолій Мельник

Як свідчать археологічні знахідки, на території сучасного Великого Любеня починаючи з неоліту жили люди. Перші згадки про селище припадають на початок ΧΙΙΙ століття. Населений пункт виник як укріплення від набігів татаро-монгольських орд. Тут жили вільні поселенці, які виконували військову службу.
Початком Любеня було згадуване в руських літописах місто Любин-город, знищене у 1241 році галицьким князем Данилом Романовичем , і пізніше вже не відбудоване. Після захоплення Червоної Руси Польським Королівством довколишні землі належали королю. Король Владислав II Ягайло надав їх галицькому і рогатинському старості, магнату Миколаєві Параві (іноді його називають Парава; з роду Ходецьких гербу Огоньчик (Повала)), який на початку XV століття заклав тут село Любінь, населяючи його осадниками з Галичини (Русі) та Мазовії. Після нього селище стало власністю його родичів. Близько середини століття село було розділено і названо Великим і Малим Любенем. Власниками Великого Любеня від другої половини XV ст. до початку XVII ст. була родина львівських патриціїв Вільчеків.
26 серпня 1604 року у Великому Любені зупинялося українсько-польське військо яке 20 червня 1605 року захопило Москву.
У 1624 і 1648 рр. під час татарського нападу село було зруйноване, населення винищене або забране в полон. В середині ΧVΙΙ століття Великий Любінь відбудовано. Тут споруджено замок, що належав Вільчекам, було закладено парк, що зберігся до наших днів. Мешканці Любеня займалися в основному землеробством, було розвинуте і ремісництво.
Після знищення села татарами у 1624 р. львівський намісник Ян Вільчек змушений був знову заселяти його. У другій половині XVII ст. маєток перейшов до подільського воєводи Стефана Гумецького (помер бл. 1750 р.) і у власності Гумецьких залишився до кінця наступного століття. Потім короткий час належав Свідзинським, після чого як придане (віно) Маріанни зі Свідзинських перейшов до графа Юзефа Яблоновського (помер 1821 р.). Наступним власником був їхній син Людвік Яблоновський (1810—1887), учасник листопадового повстання й автор відомих Спогадів (повне видання 1963 р.), у яких колористичною мовою передав життя у дворах і палацах Червоної Руси, між іншим, у Любені.
За часів Яблоновських місцевість стала відомою як курорт завдяки наявності сірководневих джерел. Вони були відомі від XVI ст., а ретельніше дослідили їх і описали львівські науковці у XVIII ст. Уже тоді тут виникли купелі. У 1820 роках стараннями Маріанни Яблоновської у Любені вибудувано купелі для заможних відпочивальників зі Львова. Власники перебували переважно у Львові, але у своєму палаці в Любені вели відкритий дім, приймаючи славних гостей.
Власником маєтку в Любені в ΧΙΧ столітті став І. Бруннер, який виграв село в карти у попереднього власника Яблоновського. Він збудував в селі гуральню і цегельню. У його власність перейшов також курорт у Великому Любені. Новий власник курорту з середини ΧΙΧ століття почав реконструкцію курорту — побудував нову водолікарню, кілька нових житлових будинків та допоміжні приміщення. За короткий час він перетворив Великий Любінь на відомий європейський курорт.
У 1849 р. Людвік Яблоновський продав маєток разом із палацом і курортом баронові Константію Бруніцькому (1820—1890, чоловік Гелени Корвін-Шимановської). Останнім власником Любеня Великого був їхній син Адольф (1859—1941). Санаторій значною мірою розвинувся у другій половині XIX ст., коли Костянтин Бруницький збудував сучасні купелі, пансіонати і готелі. Кількість гостей значно зросла після підведення у 1903 р. залізничної гілки зі Львова.
У 1914-15 р.р. під Любенем точилися австрійсько-російські бої за Львів, а у 1919 р. польсько-українська боротьба за комунікаційні шляхи, які сполучали оточений Львів із Перемишлем. Після руйнувань, завданих під час воєн, курорт відродився у міжвоєнний період. Відбудований Адольфом Бруницьким, а у 1928 р. отримав статус національної інституції громадського використання. У той час тут функціонував найбільший у Польщі заклад сірководневих купелей, який відвідувало щорічно 2000 осіб. Для лікування використовувалися води з п'яти джерел, з-посеред яких найвідомішими були джерела Адольф і Людвік.
29 червня 1941 р. німці оточили на околиці Любеня невеликий підрозділ радянських прикордонних військ. У результаті битви, у якій загинула сотня радянських солдатів, поселення було зруйноване. У 1946 р. знову відкритий, а потім розбудований державний курорт у Любені Великому. У 1964 р. поселення набуло статусу селища міського типу. Тут працює один із найбільших спиртзаводів у Східній Галичині.

## Населення
- 4 400 (1969)
- 4 516 (2001)
- 4 550 (2011)
- ▲ 4 559 (2012)
- ▲ 4 571 (2013)[4]
- ▬4 571 (2014)
- ▲ 4 588 (2015)[5]
- ▲ 4 595 (2016)
- ▲ 4 603 (2017)[6]
- ▼ 4 598 (2018)
- ▼ 4 586 (2019)
- ▲ 4 589 (2020)[7]

### Мова
Розподіл населення за рідною мовою за даними перепису 2001 року:
| Мова            | Кількість | Відсоток |
| --------------- | --------- | -------- |
| українська      | 4480      | 99.20%   |
| російська       | 21        | 0.47%    |
| польська        | 12        | 0.27%    |
| білоруська      | 1         | 0.02%    |
| німецька        | 1         | 0.02%    |
| інші/не вказали | 1         | 0.02%    |
| Усього          | 4516      | 100%     |

## Освіта
- Великолюбінська спеціалізована загальноосвітня школа-інтернат
- Великолюбінська ЗОШ
- Великолюбінська дитяча мистецька школа[9]

## Пам'ятки архітектури та природи
- Палац Бруницьких
- Парк курорту «Великий Любінь»
- Парк XIX століття
- Свердловина 1-К курорту «Любінь Великий»
- Віковий бук

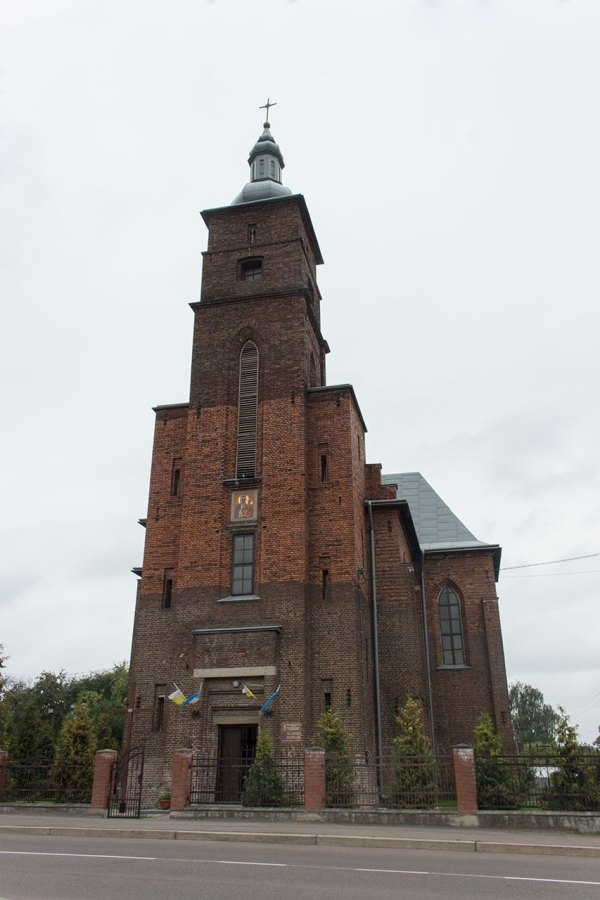
Костел Богоматері Ченстоховської
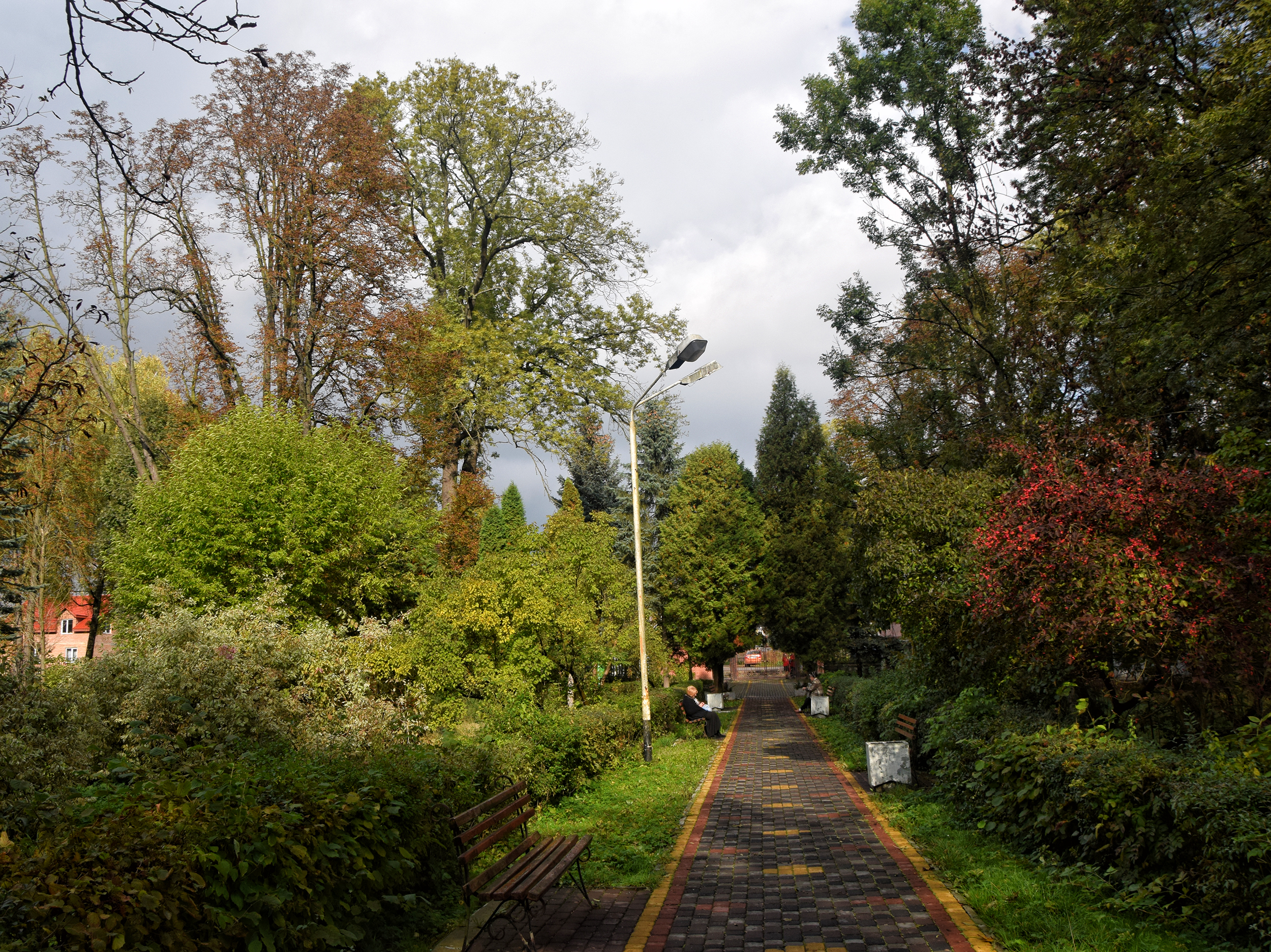
Парк курорту «Великий Любінь»
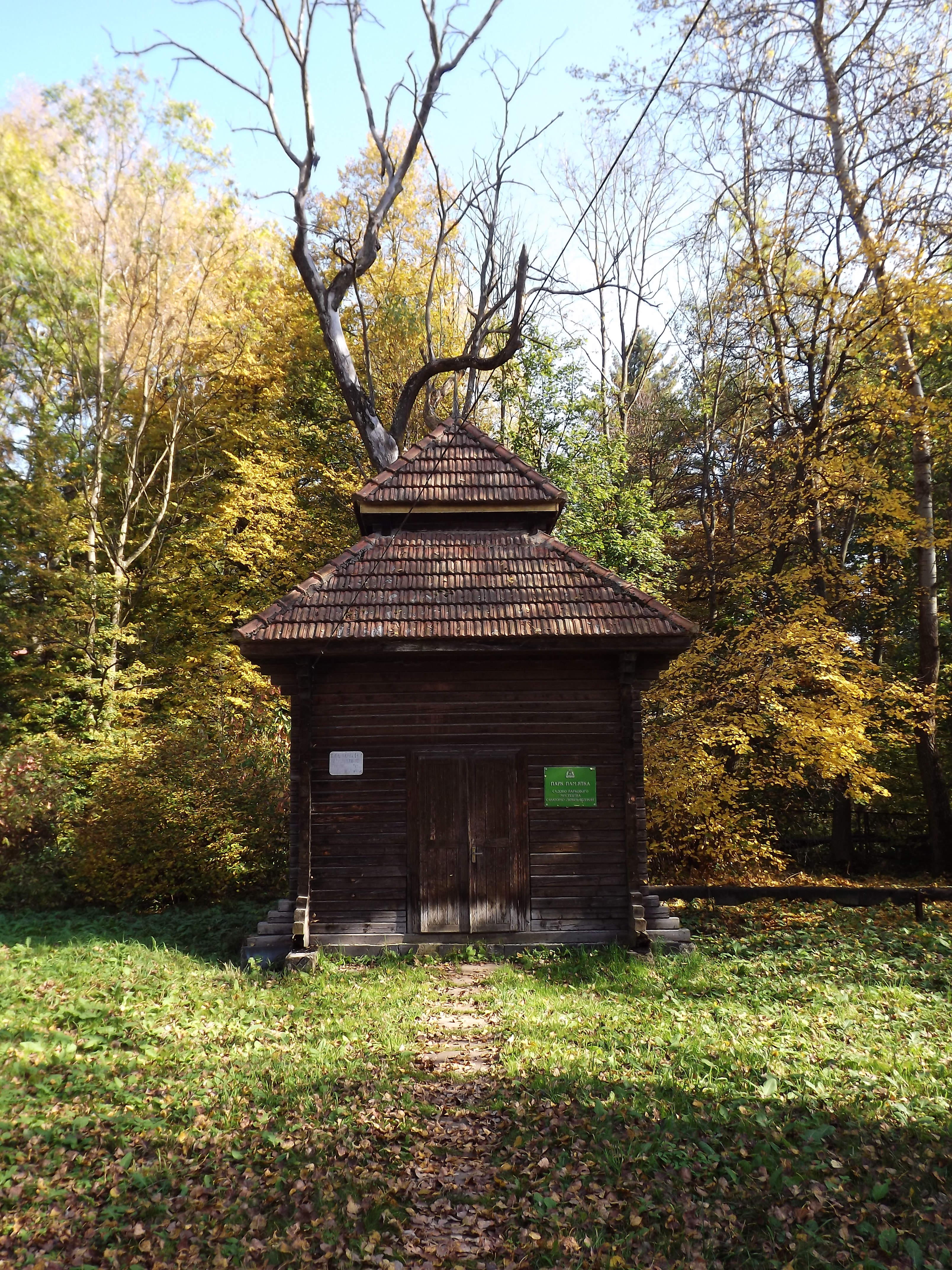
Свердловина 1-К курорту «Любінь Великий»

- Дерев'яна церква святого Миколая

- Костел Богоматері Ченстоховської
- Парк курорту «Великий Любінь»
- Свердловина 1-К курорту «Любінь Великий»

## Відомі люди

### Народилися
- Борецький Роман (1928—1948) — референт СБ Городоцького районного проводу ОУН, Лицар Срібного хреста бойової заслуги УПА 2 класу.
- Васюник Петро Іванович (пол. Piotr Wasiunyk) (1911—2005) — професор Akademii Górniczo-Hutniczej в Польщі
- Голубець Михайло Андрійович (1930—2016) — український державний та політичний діяч, народний депутат України 1-го скликання, доктор біологічних наук, професор, академік Національної академії наук України, заслужений діяч науки і техніки України.
- Голубець Володимир Михайлович — завідувач кафедри технології матеріалів та інженерної графіки Національного лісотехнічного університету України, доктор технічних наук, професор.
- Васюник Іван Васильович — український політик.
- Васюник Ігор Васильович — український політик, депутат Верховної Ради України.
- Дмитрасевич Ярослав Іванович — український футболіст, Заслужений тренер УРСР.
- Кокодиняк Ігор Ігорович (1997—2022) — старший сержант Збройних сил України, учасник російсько-української війни, що загинув у ході російського вторгнення в Україну в 2022 році.
- Лучечко Юрій Васильович (1999—2022) — солдат ОЗСП «Азов» Національної гвардії України, учасник російсько-української війни, що загинув у ході російського вторгнення в Україну в 2022 році.

### Працювали
- Бризицький Дмитро Михайлович — голова колгоспу імені ХХ з'їзду КПРС, Герой Соціалістичної Праці.